# Mauro Rodríguez
Mauro Rodríguez Cuesta (Vigo, España 15 de enero de 1932) es un exfutbolista español. Jugaba de delantero.

## Carrera
Comenzó su carrera en equipos de la zona de Vigo. Posteriormente fue fichado por el Celta de Vigo, que lo cedió primero a la Sociedad Deportiva Ponferradina y posteriormente al Real Avilés, club con el que consiguió ser máximo goleador de Segunda División, lo que le valió para ser repescado por el Celta de Vigo. 
Jugó para el club vigués hasta 1958. En ese año se fue al Real Zaragoza. Finalmente se retiró en 1962 en el Levante Unión Deportiva.

## Clubes
| Club              | País   | Año       |
| ----------------- | ------ | --------- |
| Sárdoma C. F.     | España | 1948-1949 |
| Club Berbés       | España | 1949-1950 |
| S.D. Ponferradina | España | 1950-1952 |
| Real Avilés       | España | 1952-1953 |
| Celta de Vigo     | España | 1953-1958 |
| Real Zaragoza     | España | 1958-1960 |
| Levante U. D.     | España | 1960-1962 |